# Runcinia dubia
Runcinia dubia är en spindelart som beskrevs av Lodovico di Caporiacco 1940. Runcinia dubia ingår i släktet Runcinia och familjen krabbspindlar.
Artens utbredningsområde är Somalia. Inga underarter finns listade i Catalogue of Life.